# فانتوم بلید زیرو
فانتوم بلید زیرو (به انگلیسی: Phantom Blade Zero) یک بازی ویدئویی در سبک نقش‌آفرینی اکشن با عناصر هک اند اسلش است که توسط استودیوی بازی سازی چینی S-GAME برای ویندوز و پلی‌استیشن ۵ ساخته و منتشر خواهد شد. این بازی شامل مبارزات سریع و سوم شخص در دنیایی تاریک است و جانشین دنباله معنوی بازی Rainblood: Town of Death محسوب می‌شود.

## گیم پلی
فانتوم بلید زیرو در دنیای فانتوم، دنیایی مشترک با سایر بازی‌های توسعه یافته توسط S-GAME، جریان دارد. در فانتوم بلید زیرو، بازیکن کنترل Soul را بر عهده دارد، یک قاتل نخبه که به سازمانی به نام The Order خدمت می‌کند. بازیکنان می‌توانند در حین مبارزه با دشمنان خطرناک، دنیای نیمه جهان باز را کشف کنند که این دنیا به مناطق متصل بزرگ تقسیم شده است. این مبارزه از یک سیستم ترکیبی دو دکمه ای استفاده می‌کند که به بازیکن اجازه می‌دهد حملات دشمن را از بین ببرد. مبارزات بازی با دارک سولز و دیگر بازی‌های شبیه به آن مقایسه شده است.